# Praelibitia titicaca
Praelibitia titicaca is een hooiwagen uit de familie Cosmetidae.